# Brian Tyler
Brian Theodore Tyler (Los Angeles, 1972. május 8. –) amerikai zeneszerző, karmester és lemezproducer, aki leginkább a filmzenéiről ismert. Ő szerezte a Transformers: Prime, A feláldozhatók, Szemfényvesztők és még több film zenéjét. A Halálos iramban-filmsorozat hét részének is ő szerezte a zenéjét. 2017 novemberéig filmjei világszerte 12 milliárd dolláros bevételt hoztak, amivel minden idők 10 legjobban kereső filmzeneszerzője közé került.

## Élete
A kaliforniai Orange megyében nőtt fel. Apja Walter H. Tyler volt. Brian Tylerre az első nagyobb hatást a zongorista nagymamája tette. 
A Kalifornia Egyetemen diplomázott, és a Harvard Egyetemen szerzett mesterképzést. Gyerekkorában több hangszeren tanult játszani, például dobolni, zongorázni, basszusgitározni és csellózni tanult.
Miután érettségizett a Harvardon, elkezdett filmzenét szerezni. Először az 1997-es Bartender című filmben volt hallható a zenéje, majd  következő évben a Red Elvises együttessel közösen szerezte a Six-String Samurai című film zenéjét.
Áttörést a 2001-es Frailty című film után ért el. 2003 óta több nagy költségvetésű film zenéjét is szerezte.

## Filmográfia

### Rövidfilmek
- 2001: Offside
- 2003: Last Stand
- 2011: Tattoo
- 2011: Batman: Night's End

### Filmek
| Év   | Cím                                                                              | Megjegyzés          |
| ---- | -------------------------------------------------------------------------------- | ------------------- |
| 1997 | Bartender                                                                        |                     |
| 1998 | Final Justice                                                                    |                     |
| 1998 | Six-String Samurai                                                               |                     |
| 1999 | Halálbiztosítás (The Settlement)                                                 |                     |
| 1999 | A negyedik emelet (The 4th Floor)                                                |                     |
| 1999 | A Féreg akcióban (Simon Sez)                                                     |                     |
| 1999 | Sirens                                                                           |                     |
| 2000 | Pánik (Panic)                                                                    |                     |
| 2000 | Shadow Hours                                                                     |                     |
| 2000 | Trapped in a Purple Haze                                                         |                     |
| 2000 | Four Dogs Playing Poker                                                          |                     |
| 2000 | Hullajelöltek városa (Terror Tract)                                              |                     |
| 2001 | Strings                                                                          |                     |
| 2001 | Mrs. Maffia (Plan B)                                                             |                     |
| 2001 | Isten haragja (Frailty)                                                          |                     |
| 2001 | Jane Doe (Jane Doe)                                                              |                     |
| 2002 | Az utolsó hívás (Last Call)                                                      |                     |
| 2002 | Bubba Ho-Tep                                                                     |                     |
| 2002 | Vámpírok: A gyilkos csapat (Vampires: Los Muertos)                               |                     |
| 2003 | A sötétség leple (Darkness Falls)                                                |                     |
| 2003 | Veszett vad (The Hunted)                                                         |                     |
| 2003 | A nagy üresség (The Big Empty)                                                   |                     |
| 2003 | Idővonal (Timeline)                                                              |                     |
| 2003 | Gondolatbűnök (Thoughtcrimes)                                                    |                     |
| 2004 | Az ellenkező nem (Perfect Opposites)                                             |                     |
| 2004 | Vágott verzió (The Final Cut)                                                    |                     |
| 2004 | Godsend – A teremtés klinikája (Godsend)                                         |                     |
| 2004 | Paparazzi (Paparazzi)                                                            |                     |
| 2005 | Clair obscur                                                                     |                     |
| 2005 | Constantine, a démonvadász (Constantine)                                         |                     |
| 2005 | Ütős játék (The Greatest Game Ever Played)                                       |                     |
| 2005 | Painkiller Jane (Painkiller Jane)                                                |                     |
| 2006 | Annapolis – Ahol a hősök születnek (Annapolis)                                   |                     |
| 2006 | Bug                                                                              |                     |
| 2006 | Halálos iramban: Tokiói hajsza (The Fast and the Furious: Tokyo Drift)           |                     |
| 2007 | Finishing the Game                                                               |                     |
| 2007 | Kasmír szívek (Partition)                                                        |                     |
| 2007 | War (War)                                                                        |                     |
| 2007 | Aliens vs. Predator – A Halál a Ragadozó ellen 2. (Aliens vs. Predator: Requiem) |                     |
| 2008 | John Rambo (Rambo)                                                               |                     |
| 2008 | Veszélyes Bangkok (Bangkok Dangerous)                                            |                     |
| 2008 | Sasszem (Eagle Eye)                                                              |                     |
| 2008 | A Lazarus-terv (The Lazarus Project)                                             |                     |
| 2009 | A játék neve: halál (The Killing Room)                                           |                     |
| 2009 | Dragonball: Evolúció (Dragonball Evolution)                                      |                     |
| 2009 | Halálos iram (Fast & Furious)                                                    |                     |
| 2009 | Szex a neten (Middle Men)                                                        |                     |
| 2009 | Végső állomás (The Final Destination)                                            |                     |
| 2009 | Törvénytisztelő polgár (Law Abiding Citizen)                                     |                     |
| 2010 | The Expendables – A feláldozhatók (The Expendables)                              |                     |
| 2010 | Inferno: The Making of 'The Expendables'                                         |                     |
| 2011 | A Föld inváziója – Csata: Los Angeles (Battle Los Angeles)                       |                     |
| 2011 | Halálos iramban: Ötödik sebesség (Fast Five)                                     |                     |
| 2011 | Végső állomás 5. (Final Destination 5)                                           |                     |
| 2012 | John Dies at the End                                                             |                     |
| 2012 | Sose bízz a szomszédodban! (Columbus Circle)                                     |                     |
| 2012 | Gyötrelmes csapda (Brake)                                                        |                     |
| 2012 | The Expendables – A feláldozhatók 2. (The Expendables 2)                         |                     |
| 2013 | Különc kalandorok (Standing Up)                                                  |                     |
| 2013 | Vasember 3. (Iron Man 3)                                                         |                     |
| 2013 | Szemfényvesztők (Now You See Me)                                                 |                     |
| 2013 | Transformers Prime Beast Hunters: Predacons Rising                               |                     |
| 2013 | Thor: Sötét világ (Thor: The Dark World)                                         |                     |
| 2014 | Marvel Studios: Assembling a Universe                                            |                     |
| 2014 | A vihar magja (Into the Storm)                                                   |                     |
| 2014 | Tini nindzsa teknőcök (Teenage Mutant Ninja Turtles)                             |                     |
| 2014 | The Expendables – A feláldozhatók 3. (The Expendables 3)                         |                     |
| 2015 | Halálos iramban 7. (Furious 7)                                                   |                     |
| 2015 | Bosszúállók: Ultron kora (Avengers: Age of Ultron)                               |                     |
| 2015 | Igazság – A CBS-botrány (Truth)                                                  |                     |
| 2015 | Edge                                                                             |                     |
| 2016 | Under the Gun                                                                    |                     |
| 2016 | Beépített tudat (Criminal)                                                       |                     |
| 2016 | Szemfényvesztők 2. (Now You See Me 2)                                            |                     |
| 2016 | Elzárva a világ elől (The Disappointments Room)                                  |                     |
| 2017 | xXx: Újra akcióban (xXx: Return of Xander Cage)                                  |                     |
| 2017 | Power Rangers (Power Rangers)                                                    |                     |
| 2017 | Halálos iramban 8. (The Fate of the Furious)                                     |                     |
| 2017 | A Symphony of Hope                                                               |                     |
| 2017 | A múmia The Mummy                                                                |                     |
| 2018 | The Devil We Know                                                                |                     |
| 2018 | Kőgazdag ázsiaiak (Crazy Rich Asians)                                            |                     |
| 2019 | Végtelen útvesztő (Escape Room)                                                  |                     |
| 2019 | Mi kell a férfinak? (What Men Want)                                              |                     |
| 2019 | Aki bújt (Ready or Not)                                                          |                     |
| 2019 | Két lépés távolság (Five Feet Apart)                                             |                     |
| 2019 | Liberation                                                                       |                     |
| 2019 | Rambo V. – Utolsó vér (Rambo: Last Blood)                                        |                     |
| 2019 | Charlie angyalai (Charlie's Angels)                                              |                     |
| 2020 | Clouds                                                                           |                     |
| 2021 | Akik az életemre törnek (Those Who Wish Me Dead)                                 |                     |
| 2021 | Halálos iramban 9. (F9: The Fast Saga)                                           |                     |
| 2021 | Végtelen útvesztő 2. – Bajnokok csatája (Escape Room: Tournament of Champions)   |                     |
| 2022 | Sikoly (Scream)                                                                  |                     |
| 2022 | Redeeming Love                                                                   |                     |
| 2022 | Chip és Dale: A Csipet Csapat (Chip 'n Dale: Rescue Rangers)                     |                     |
| 2023 | Sikoly VI. (Scream VI)                                                           |                     |
| 2023 | Halálos iramban 10. (Fast X)                                                     | utómunkálatok alatt |
| 2023 | Super Mario Bros.: A film (The Super Mario Bros. Movie)                          |                     |

### Televíziós sorozatok
- 1998: Living in Captivity (8 epizód)
- 2000–08: Level 9 (13 epizód)
- 2001–02: The Education of Max Bickford (9 epizód)
- 2003: Children of Dune (3 epizód)
- 2003: Star Trek: Enterprise (2 epizód)
- 2008: Fear Itself (1 epizód)
- 2010–13: Transformers: Prime (50 epizód)
- 2010–20: Hawaii Five-0 (155 epizód)
- 2011: Inside (1 epizód)
- 2011: Terra Nova – Az új világ (12 epizód)
- 2013–17: Sleepy Hollow (49 epizód)
- 2014–18: Skorpió – Agymenők akcióban (89 epizód)
- 2018: Magnum P.I. (1 epizód)
- 2018–23: Yellowstone (47 epizód)
- 2019: Mocsárlény: A sorozat (10 epizód)
- 2021–22: 1883 (10 epizód)
- 2022: The Endgame (1 epizód)
- 2022–23: 1923 (8 epizód)

### Videók
- 2002: The Making of 'Frailty'
- 2003: The Making of 'Darkness Falls'
- 2004: Journey Through 'Timeline'
- 2004: The Textures of 'Timeline'
- 2012: Brake: Inside the Box
- 2012: Gods of War: Assembling Earth's Mightiest Anti-Heroes
- 2014: Marvel One-Shot: All Hail the King
- 2014: Scoring 'Thor: The Dark World'

### Videójátékok
- 2010: Lego Universe
- 2011: Call of Duty: Modern Warfare 3
- 2011: Need for Speed: The Run
- 2012: Far Cry 3
- 2013: Army of Two: The Devil's Cartel
- 2013: Assassin’s Creed IV: Black Flag
- 2013: Assassin's Creed: Freedom Cry
- 2014: Assassin's Creed: Identity
- 2015: Forza Horizon 2 Presents Fast & Furious
- 2019: F1 2019 (videójáték)
- 2022: F1 22

### Sportok
- 2018: Formula–1